# Le Soir
Le Soir (fransk: aftenen) er en belgisk fransksproget avis.
Avisen blev grundlagt i 1887 og er den mest populære blandt den fransktalende del af befolkningen. Politisk anses den for at være liberal. Hovedredaktionen er beliggende i Bruxelles. Der findes regionalsektioner for Bruxelles, Vallonsk Brabant, Hainaut, Liège og Namur-Luxembourg. Siden 2005 er avisen udkommet i berlinerformat.